# Vassilis Tsitsanis
Vassilis Tsitsanis (grec: Βασίλης Τσιτσάνης)  (Trícala, 18 de gener de 1915 - Royal Brompton Hospital, 18 de gener de 1984) va ser un intèrpret i compositor de rebétiko i música lleugera; considerat un dels compositors grecs més importants del segle xx.
Des de molt primerenca edat va demostrar gran interès per la música i va aprendre mandolina, violí i buzuki. El 1936 es trasllada a Atenes per cursar estudis de Dret, i es va guanyar la vida i va finançar els seus estudis tocant bouzouki atavernes. El cantant Dimitris Paradicopoulos, a qui va conèixer a la taverna Beeslia del barri de Colonus, va quedar molt impressionat amb la seva interpretació i el va presentar a Spiros Priestis, el director de la companyia discogràfica, Odeon, i així el gener de 1936, Tsitsanis va gravar el seu primer enregistrament musical. La seva veritable carrera va començar a finals de 1937 quan va tornar a l'Odeon amb Fredikopoulos i va gravar el reeixit senzill "Ole Ta Acho Varti". Altres cançons conegudes que va gravar en aquells dies van ser "Archondisa", "Per això estic tan desconcertat", "Aquells ulls negres" i altres, interpretades per Stratos Paiomedasis, Stalakis Perpiniadis i Marcus i Maukaris.
Anys de Tessalònica
El 1938 es va traslladar a Tessalònica, on va completar el servei militar com a oficial d'enllaç. A la nit s'escapava sovint per la tanca de la caserna i anava a tocar a les tavernes, de tant en tant durant les vacances de 1938 i 1939 va fer incursions a Atenes i va gravar uns 80 CD. Va romandre a Tessalònica durant aproximadament una dècada, fins i tot durant els anys de l'ocupació alemanya durant la Segona Guerra Mundial. A Tessalònica es va fer un nom com a compositor i músic, va obrir Ozari, es va casar i va escriure les seves millors cançons com "Grateful", "Bachcha Cifliki", "The Circus", "Magical Nights", "The Beggar of Love", "Darbadrisa" "Diumenge ennuvolat" (Sifniazmani Kiriaki), que va ser assassinat després de l'execució d'ostatges pels alemanys, va ser publicat només el 1948 i es va convertir en el seu poema més conegut, que es van registrar posteriorment després del final de l'ocupació. Va aconseguir gravar un total de 100 cançons tant per ell com per altres compositors fins i tot abans de 1941, quan les forces d'ocupació alemanyes van tancar les companyies discogràfiques locals.

## Retorn a Atenes
El 1946 Tsitsanis va tornar a Atenes i el juny de 1946 va ser un dels primers músics a tornar a gravar als estudis de la companyia "Odeon". El període més fructífer de la seva vida van ser els anys 1945-1955 quan els músics que el van influir especialment van ser Markos i Vakaris, Vangelis i Pepzoglu. Així va publicar moltes de les seves composicions interpretades per cantants com Sotiria Bello, Marika Nino, Ioana Georgkopoulou i Prodromos Tsouzakis. Se li atribueix la "occidentalització" de la poesia herbatiko -l'anomenada "archondorbatiko" - en combinar elements de la música vocal lleugera anomenada "laiko". Tsitsanis també es considera un dels fundadors de l'estil "Nou Laiko". Els seus èxits d'aquells anys van incloure: "Som nòmades", "He sortit al carrer i vaig venir a tu", "Ens vam separar al capvespre", "Silly Gypsy", "La pluja està caient fort", "Tessalònica la bonica", "Echo de les muntanyes", "Fàbriques", "Vostè vau fer errors", "Petits escorpins", "Cada nit estic trista", "Alba i cau el vespre", "Vine com ets" al llarg dels anys les seves cançons que s'identificaven amb la gent pobra i amb els refugiats de l'est es van convertir en corrent i van començar a atreure també les multituds de clubs i bars. Als que han interpretat les seves obres s'han afegit nous intèrprets, de diferents estils: Stelios Kazanjidis, Grigoris Beitikotsis, Akis Gavalas, Manolis Anglopoulos, Katy Gray, Polly Fano, Charoula Levmraki, Stamatis Kokoutas. Tsitsanis també va començar a actuar amb les seves cançons. En els seus darrers 14 anys, va actuar al club "Harama" i l'any 1980, sota els auspicis de la "UNESCO", va publicar un disc.
Al llarg de la dècada dels 50 les cançons de Tsitsanis arriben a un èxit més gran de què mai havia tingut cap altre compositor de "rebétiko". Tsitsanis interpreta les seves cançons en els millors locals d'Atenes; però és molt més valorat com a compositor que com a cantant, i les seves cançons són interpretades per les millors veus de Grècia. És l'època daurada del "rebétiko"" lleuger, també anomenat "arjontorebétiko" (grec: αρχοντορεμπέτικου), on s'incorpora al genuí "rebétiko" elements de la cançó lleugera (grec λαϊκό τραγούδι lit. cançó popular). Alguns dels millors intèrprets d'aquesta època són Sotiría Béllou (grec: Σωτηρία Μπέλλου), Marica Ninou (grec: Μαρίκα Νίνου) o Pròdroms Tsaousákis (grec: Πρόδρομος Τσαουσάκης).
En els anys següents la música de Tsitsánis va anar adquirint cada vegada més reconeixement, fins a arribar a ser considerat com un dels compositors grecs més importants de tots els temps.
Vasilis Tsitsánis va morir el 18 de gener de 1984 a Londres, on s'havia traslladat per una operació. Va ser enterrat a Atenes.